# Adrian Pertl
Adrian Pertl (Sankt Veit an der Glan, 22 april 1996) is een Oostenrijkse alpineskiër.

## Carrière
Pertl maakte zijn wereldbekerdebuut in januari 2018 in Schladming. In januari 2020 scoorde de Oostenrijker, dankzij een achtste plaats in Kitzbühel zijn eerste wereldbekerpunten. In februari 2020 stond hij in Chamonix voor de eerste maal in zijn carrière op het podium van een wereldbekerwedstrijd. Op de wereldkampioenschappen alpineskiën 2021 in Cortina d'Ampezzo veroverde Pertl de zilveren medaille op de slalom, daarnaast eindigde hij samen met Stephanie Brunner, Katharina Liensberger en Fabio Gstrein als vijfde in de landenwedstrijd.

## Resultaten

### Wereldkampioenschappen
| Jaar | Plaats            | Resultaten                                       |
| ---- | ----------------- | ------------------------------------------------ |
| 2021 | Cortina d'Ampezzo | Slalom · DNF Parallelslalom · 5e Landenwedstrijd |

### Wereldbeker
Eindklasseringen
| Seizoen   | Algm | SL  | RS | PAR |
| --------- | ---- | --- | -- | --- |
| 2019/2020 | 76e  | 23e | -  | -   |